# A Bola (krant)
A Bola (De Bal) is een Portugese sportkrant die dagelijks verschijnt vanuit de hoofdstad Lissabon. De krant werd in 1945 voor het eerst uitgebracht door Cândido de Oliveira. Oorspronkelijk kwam de krant twee keer per week uit, maar sinds 1995 dagelijks.
De krant bericht over nieuws uit vele verschillende sporten, maar het is het voetbal dat de krant domineert. De krant wordt licht geassocieerd met Benfica, maar ook journalisten met andere voorkeuren werken voor de krant. Voorbeeld is oud-premier Pedro Santana Lopes, die jaren als columnist voor de krant werkte: hij is fan van Sporting Portugal.
A Bola is bovendien de meest gelezen Portugese krant in het buitenland. Zowel in de oude koloniën van Portugal als in landen waar veel emigranten heentrokken wordt de krant veel gelezen. Behalve in Lissabon wordt A Bola sinds 2006 ook in Newark, New Jersey in de Verenigde Staten gedrukt en uitgegeven.